# Heion Sedai no Idaten-tachi
Heion Sedai no Idaten-tachi (平 穏 世代 の 韋 駄 天 達) est un manga seinen écrit par Amahara et illustré par Coolkyousinnjya, prépublié dans le magazine Young Animal depuis août 2018 et publié en volumes reliés par Hakusensha. Il s'agit d'un remake du manga en ligne d'Amahara du même nom, qu'il avait commencé avant ses débuts commerciaux.
Une adaptation en série télévisée d'animation par le studio Mappa est diffusée du 23 juillet 2021 au 1er octobre 2021 sur Fuji TV dans la case horaire noitaminA.

## Synopsis
Lorsque les démons sont apparus et ont dévasté la Terre, les prières de l'humanité ont été entendues et les Idatens en sont nés. Considérés comme des Dieux à l'apparence humaine mais avec des pouvoirs surnaturels, ils se sont alliés et sacrifiés pour sceller les démons. 800 ans plus tard, Rin la dernière survivante des Idatens originels se charge d'entraîner la nouvelle génération d'Idatens en vue d'une future éventuelle menace démoniaque. Nous suivons donc les péripéties d'Hayato, Isley et Paula en quête de puissance et de savoir sur ce monde rempli de nouveaux démons et de corruption.

## Personnages
Hayato (ハヤト, Hayato)
Voix japonaise : Romi Park
Easley (イースリイ, Īsurii)
Voix japonaise : Megumi Ogata
Paula (ポーラ, Pōra)
Voix japonaise : Yui Horie
Rin (リン, Rin)
Voix japonaise : Akemi Okamura

## Manga

### Liste des volumes
| no | Japonais         | Japonais          |
| no | Date de sortie   | ISBN              |
| -- | ---------------- | ----------------- |
| 1  | 29 janvier 2019  | 978-4-592-16321-3 |
| 2  | 12 novembre 2019 | 978-4-592-16322-0 |
| 3  | 11 août 2020     | 978-4-592-16323-7 |
| 4  | 29 juin 2021     | 978-4-592-16324-4 |
| 5  | 29 juillet 2021  | 978-4-592-16325-1 |

## Série d'animation
En août 2020, une adaptation du manga en série télévisée d'animation est annoncée,. La série est animée par le studio MAPPA et réalisée par Seimei Kidokoro, avec Hiroshi Seko en tant que scénariste et Nao Ootsu en tant que character designer.
La série est diffusée du 23 juillet 2021 au 1er octobre 2021 sur Fuji TV dans la case horaire noitaminA.

### Liste des épisodes
| No | Titre français        | Titre japonais | Titre japonais | Date de 1re diffusion |
| No | Titre français        | Kanji          | Rōmaji         | Date de 1re diffusion |
| -- | --------------------- | -------------- | -------------- | --------------------- |
| 1  | En paix               | 平穏           | Heion          | 23 juillet 2021       |
| 2  | Nuages à l'horizon    | 黒南           | Kuro Minami    | 30 juillet 2021       |
| 3  | Whirlwind             | 飄             | Hyō            | 6 août 2021           |
| 4  | Le vent du changement | 黄雀           | Kōjaku         | 13 août 2021          |
| 5  | Couleur               | 色             | Iro            | 20 août 2021          |
| 6  | Ice Cream Toast       | 煙             | Kemuri         | 27 août 2021          |
| 7  | Karma                 | 業             | Gō             | 3 septembre 2021      |
| 8  | Idaten                | 韋駄天         | Idaten         | 10 septembre 2021     |
| 9  | Ombre                 | 陰             | Kage           | 17 septembre 2021     |
| 10 | Démon                 | 魔             | Ma             | 24 septembre 2021     |
| 11 | L'odeur du sang       | 腥             | Namagusa       | 1er octobre 2021      |

### Annotations
1. ↑  Les titres français de l'adaptation en anime proviennent de Wakanim.

### Œuvres
Édition japonaise
Heion Sedai no Idaten-tachi Manga
1. 1 2  (ja) « 平穏世代の韋駄天達 1 », sur Hakusensha (consulté le 2 juin 2021)
2. 1 2  (ja) « 平穏世代の韋駄天達 2 », sur Hakusensha (consulté le 2 juin 2021)
3. 1 2  (ja) « 平穏世代の韋駄天達 3 », sur Hakusensha (consulté le 2 juin 2021)
4. 1 2  (ja) « 平穏世代の韋駄天達 4 », sur Hakusensha (consulté le 2 juin 2021)
5. 1 2  (ja) « 平穏世代の韋駄天達 5 », sur Hakusensha (consulté le 2 juin 2021)